# Gianfranco Todisco
Gianfranco Todisco POCR (Nápoles, 23 de março de 1946) é um religioso italiano e bispo católico romano emérito de Melfi-Rapolla-Venosa.
Gianfranco Todisco ingressou na congregação Pii Operai Catechisti Rurali, fez a profissão em 4 de outubro de 1968 e foi ordenado sacerdote em 5 de dezembro de 1970.
Em 13 de dezembro de 2002, o Papa João Paulo II o nomeou Bispo de Melfi-Rapolla-Venosa. A consagração episcopal deu-lhe o núncio apostólico na Itália e San Marino, Dom Paolo Romeo, em 8 de fevereiro do ano seguinte; Os co-consagradores foram Giuseppe Agostino, Arcebispo de Cosenza-Bisignano, e seu antecessor Vincenzo Cozzi.
O Papa Francisco aceitou sua renúncia antecipada em 21 de abril de 2017.